# 空はここにある
「空はここにある」（そらはここにある）は、日本のシンガーソングライター・川嶋あいの楽曲。2014年2月19日に22枚目のシングルとしてリリースされた。
2013年11月24日に開催された「日経キャリアコレクション2013」への出演時にリリースが発表された。川嶋は本曲について「今、何かに向かって努力している方や、壁に当たってどうしたらいいんだろう?と悩んでいる人の背中を押せるような曲になっている」と話している。
CDシングルは初回限定盤と通常盤の2種が発売され、初回限定盤にはビデオクリップが収録されたDVDが付属する。

## 収録曲
| 全作詞・作曲: 川嶋あい。 |                                                                                |           |            |              |      |
| #                        | タイトル                                                                       | 作詞      | 作曲・編曲 | 編曲         | 時間 |
| 1.                       | 「空はここにある」(TBS系 『噂の!東京マガジン』2014年1-3月期エンディングテーマ) | 川嶋あい  | 川嶋あい   | Sumito Kanza | 5:11 |
| 2.                       | 「Judgment」                                                                   | 川嶋あい  | 川嶋あい   | Tamio Mori   | 3:56 |
| 3.                       | 「Melty」                                                                      | 川嶋あい  | 川嶋あい   | Yuichi Kato  | 5:13 |
| 合計時間:                | 合計時間:                                                                      | 合計時間: | 14:21      |              |      |

| #  | タイトル               | 作詞 | 作曲・編曲 |
| -- | ---------------------- | ---- | ---------- |
| 1. | 「空はここにある」(MV) |      |            |